# Lad, A Dog
Lad: A Dog er den korrekte titel på denne artikel. Titlen vises forkert på grund af tekniske begrænsninger.
Lad: A Dog er en amerikansk roman fra 1919 skrevet af Albert Payson Terhune og udgivet af E. P. Dutton. Bogen består af tolv noveller, der oprindeligt blev udgivet i blade, der var løst baseret på Terhunes langhårede collie Lads oplevelser.

## Eksterne henvisning
- Lad: A Dog på Internet Archive

 Der er for få eller ingen kildehenvisninger i denne artikel, hvilket er et problem. Du kan hjælpe ved at angive troværdige kilder til de påstande, som fremføres i artiklen.

| Bog | Spire Denne artikel om bøger og tidsskrifter er en spire som bør udbygges. Du er velkommen til at hjælpe Wikipedia ved at udvide den. |